# Reichardia gaditana
Reichardia gaditana é uma espécie de planta com flor pertencente à família Asteraceae. 
A autoridade científica da espécie é (Willk.) Cout., tendo sido publicada em Fl. Portugal 676. 1913.

## Portugal
Trata-se de uma espécie presente no território português, nomeadamente em Portugal Continental.
Em termos de naturalidade é endémica da região atrás referida.

## Protecção
Não se encontra protegida por legislação portuguesa ou da Comunidade Europeia.